# Gregor Gysi
Gregor Florian Gysi (Berlim, 16 de janeiro de 1948) é um advogado e político alemão, filiado ao partido da esquerda alemã, Die Linke (A Esquerda).

## Vida
Gregor Gysi nasceu como filho de um funcionário comunista e político da Alemanha Oriental. Gregor Gysi aprendeu pecuária mas començou estudar direito entre 1966 e 1970 na Universidade Humboldt de Berlim, onde se graduou com um doutorado em 1976. Nesse tempo Gysi se juntou na SED. 1971 Gysi foi admitido à barra, depois ele começou a trabalhar em uma chancelaria em Berlim. Representou nos 18 anos seguintes, os membros dos grupos de oposição políticos e eclesiásticos, que estavam em conflito com o regime da RDA. Seus clientes proeminentes incluíram o publicitário político Rudolf Bahro, o dissidente perseguido Robert Havemann e ativista dos direitos civis Bärbel Bohley.
Desde 1989 ele trabalhou com um papel importante na transformação da SED para a PDS desde 1989. Como presidente do partido PDS e como presidente do grupo parlamentar, Gregor Gysi ajudou estabelecer uma primeira e único partido socialista significativa na Alemanha pós-guerra, a um lugar reconhecido no espectro político da nova república de Berlim. Sem a participação democrática do PDS na Alemanha, o processo de unificação sera executado com muito mais atrito e conflito, como de fato ocorreu. Desde 2007, Gysi é membro do partido PDS, renomeado "Die Linke" em 2007 e também membro do Bundestag.